# Arroyo Grande (río Alagón)
El arroyo Grande es un curso de agua del interior de la península ibérica, afluente del río Alagón y perteneciente a la cuenca hidrográfica del Tajo. Su recorrido discurre íntegramente por el norte de la provincia española de Cáceres. Con una longitud de unos 25 km, nace en la dehesa de Pozuelo de Zarzón y desemboca en la margen derecha del Alagón en los regadíos de Puebla de Argeme.

## Recorrido
Nace en la dehesa de Pozuelo de Zarzón, al sur del término municipal, en las inmediaciones de la carretera autonómica EX-370, mediante la confluencia de diversos arroyos y regatos. Una vez formado el arroyo, entra en el término de Guijo de Galisteo y baja hacia el sur pasando junto a la capital municipal, unos cuatrocientos metros al oeste de la iglesia de San Pedro.
Tras continuar hacia el sur, comienza a buscar el límite del término de Guijo de Galisteo con Guijo de Coria, entrando y saliendo ligeramente por ambos términos, y finalmente marca el límite entre ambos. Posteriormente marca el límite de Guijo de Galisteo con Morcillo. Este límite municipal data del Antiguo Régimen, pues el actual término de Guijo de Galisteo pertenecía a la villa de Galisteo y los de Guijo de Coria y Morcillo a la ciudad de Coria. La consecuencia más peculiar de este hecho es que, al hallarse el casco urbano de Morcillo junto al arroyo, seis casas ubicadas a las afueras de este pueblo no pertenecen a su jurisdicción, pues se hallan en el municipio de Guijo de Galisteo, que las considera casas de campo; los vecinos de estas casas solamente tienen que cruzar un puente para entrar en Morcillo.
En su curso bajo gira hacia el suroeste, entrando en el término municipal de Morcillo, donde pasa bajo la autovía EX-A1 y su vía secundaria la carretera autonómica EX-108. Finalmente entra en el término municipal de Coria, donde desemboca en la margen derecha del río Alagón, unos 2 km al sureste de Puebla de Argeme. Su desembocadura forma una pequeña isla en el río Alagón, que en este tramo marca el límite municipal con Torrejoncillo.

## Afluentes
- Arroyo del Pez